# Geldzählmaschine

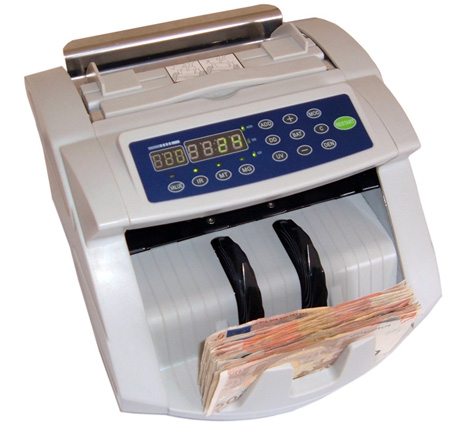
Geldzählmaschine

Geldzählmaschinen sind elektromechanische Geräte zur Zählung, Prüfung und Verpackung von Bargeld.
Überall dort, wo das Bargeldaufkommen entsprechend groß ist, vereinfachen die Maschinen den Umgang und erleichtern es, Falschgeld zu erkennen und aus dem Umlauf zu nehmen. Geldzählmaschinen werden einerseits von professionellen Bargeldakteuren genutzt, wie Banken, Spielkasinos und Werttransportunternehmen, aber auch im Einzelhandel, an Tankstellen oder in der Gastronomie verrichten sie ihre Dienste. Generell teilt sich die Geldbearbeitung in Banknoten- und Münzzählmaschinen auf.

## Banknotenzählmaschinen
Banknotenzählmaschinen dienen der Zählung, Verarbeitung, Echtheitsprüfung und mitunter Sortierung von Banknoten. Dabei kann grundsätzlich nach dem Funktionsumfang der Geräte unterschieden werden. Von einfachen Geräten, die nur die Stückzahl sortenreiner Banknotenstapel abzählen können, reicht die Palette bis hin zu so genannten Gemischtbewertern. Letztere sind mittels verschiedener Sensortechniken in der Lage, die Werte einzelner Banknoten in gemischt zu zählenden Stapeln selbst bei hohen Zählgeschwindigkeiten zu ermitteln und am Ende zu einem Gesamtergebnis zusammenzustellen.
Einige Techniken sind beispielhaft: Spektralanalyse, Formatidentifizierung und Scannertechnologie. Weiterhin können Notenzähler nach dem Umfang der integrierten Echtheitsprüfungen zum Aufspüren falscher Banknoten genutzt werden. Die wesentlichen Techniken sind hierfür die Prüfung mittels ultraviolettem Licht (Schwarzlicht), die Magnetfaden- und Magnetcodeprüfung mittels entsprechender Sensoren sowie die Prüfung im infraroten Licht durch Infrarotsensoren.
Schließlich gibt es noch einige weitere technische Einrichtungen, die das Arbeiten mit Banknotenzählmaschinen erleichtern: Durchleuchtungssensoren zur Erkennung oder zur Vermeidung von Doppelscheinzählung, Formatsensoren zur Erkennung abweichender Banknotenformate in sortenreinen Banknotenstapeln sowie weitere Funktionen zur Addition mehrerer Zählvorgänge oder Voreinstellung gewünschter Zählmengen. Je nach Banknotenaufkommen kann der Betrieb von Maschinen mit mehreren Ausgabefächern sinnvoll sein. Im Regelfall sind solche Maschinen jedoch eher Zentralbankanwendungen vorbehalten. Immer üblicher werden hingegen Maschinen mit einem zusätzlichen Rückgabefach, um Zählvorgänge bei der Erkennung falscher oder beschädigter Banknoten nicht unterbrechen zu müssen.

## Münzzählmaschinen

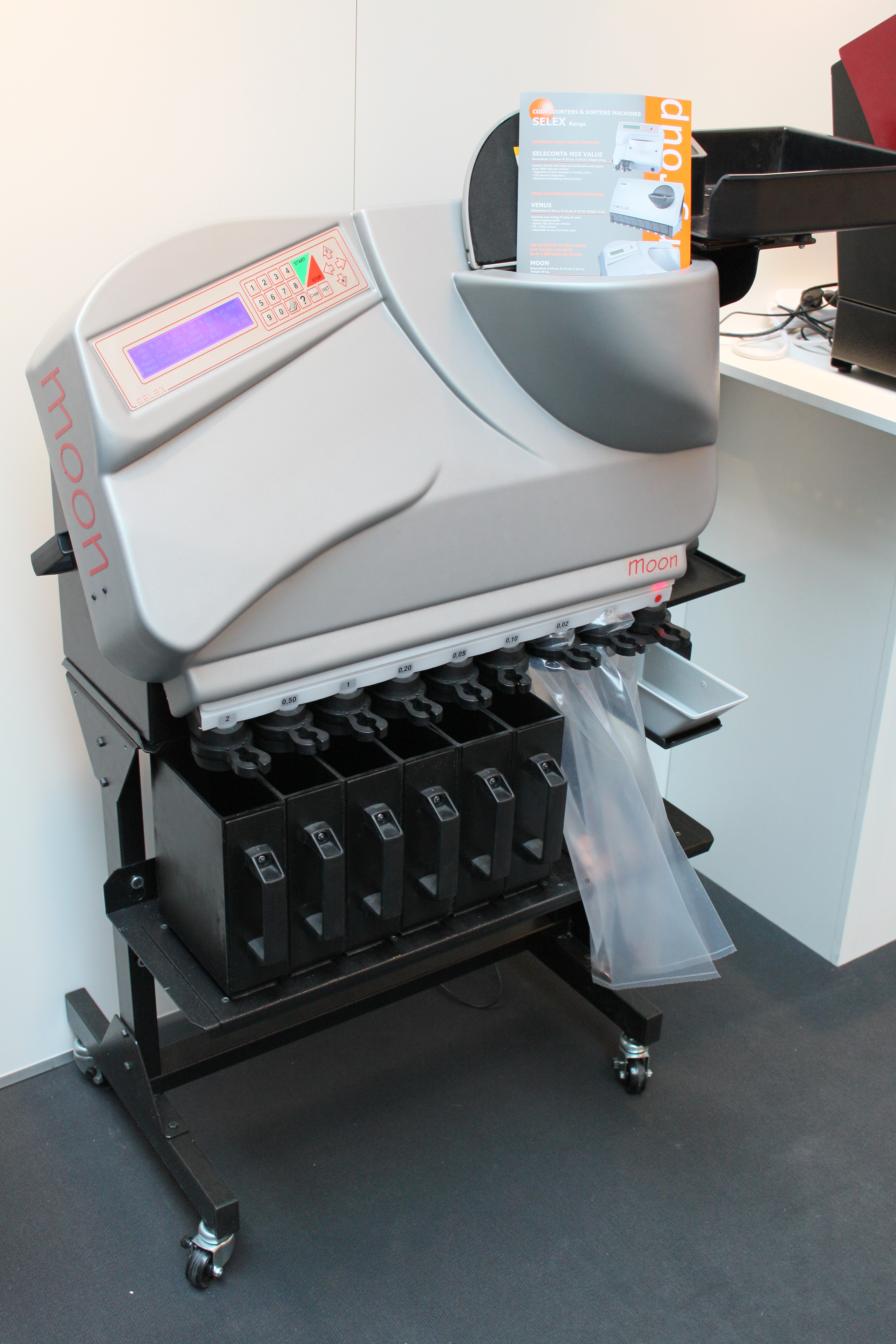
Münzzählmaschine (2011)

Münzgeldzähler eignen sich zur Zählung, Verarbeitung, Echtheitsprüfung und meist der Sortierung von Münzen. Ähnlich wie bei den Banknotenzählern gibt es einige Ausstattungsmerkmale, die Münzzähler näher charakterisieren. Im Allgemeinen ist das Münzaufkommen nach der Stückzahl deutlich größer, weshalb Geräte mit Sortierfunktion sehr viel weiter verbreitet sind als bei den Notenzählern. So kann wiederum zwischen reinen Stückzählern und Gemischtbewertern sowie Sortiermaschinen unterschieden werden.
Professionelle Münzzählmaschinen sind nach dem neuesten Stand der Technik mit Legierungssensoren ausgestattet, was eine zuverlässige Aussortierung von Fremdkörpern, Fremdmünzen und falschen Münzen ermöglicht. Analog zu Banknotenzählmaschinen verfügen auch Münzzähler über gewisse Ausstattungsdetails, die das Arbeiten erleichtern: die Funktion der Münzstopps zur Voreinstellung der abzuzählenden Stückzahl (bei weiterer Verarbeitung zu Münzrollen) oder Absackvorrichtung zur weiteren Verbringung in zulässige zentralbankgerechte Verpackungseinheiten.
Ab März 2024 kam es in Österreich zu 14 Einbrüchen in mehrere Münzzählautomaten, die Banken für ihre Kunden für Einzahlung von Münzgeld aufgestellt haben.